# کاژیمیش اول
کاژیمیش اول اعاده‌دهنده (لهستانی: Kazimierz I Odnowiciel؛ ‏ تلفظ لهستانی: [kaˈʑimjɛʂ]؛ ‏ ۲۵ ژوئیه ۱۰۱۶ – ۲۸ نوامبر ۱۰۵۸) دوک لهستان از خاندان پیاست و فرمانروای تمام این سرزمین از ۱۰۳۴ تا زمان مرگش بود.
او تنها پسر میشکو دوم از همسرش ریچزا - دختر فرمانروای پالاتین و نوه امپراتور اتوی دوم بود.
کاژیمیش به عنوان اعاده کننده شناخته شده‌است؛ زیرا، پس از یک دوره آشفتگی و هرج و مرج، پادشاهی لهستان را تحت لوای خود جمع کرد. او دوباره مازویا، سیلیزی و پومرانی را به قلمرو و متصرفات لهستان افزود. اما او به دلیل تهدیدات از جانب کشورهای خارجی، نتوانست خود را به عنوان پادشاه لهستان اعلام کند و به همان مقام دوک بسنده نمود.